# Symfonie nr. 3 (Yun)
Isang Yun voltooide zijn Symfonie nr. 3 in één beweging in 1985. Aangezien de symfonieën van Yun een cyclus vormen, vormt deze derde het middelpunt van de uiteindelijk vijf. De symfonieën verschenen in achtereenvolgende jaren vanaf 1983 tot en met 1987. De symfonieën verschillen allemaal voor wat betreft opzet en instrumentatie.

## Geschiedenis
De componist omschreef zijn derde symfonie als filosofisch. Het is te vergelijken met Tao Hemel, Aarde en Mensheid worden met elkaar in verband gebracht. De strijkinstrumenten nemen de Hemel voor hun rekening, Yun vond ze nu eenmaal hemels puur klinken. De koperblaasinstrumenten vormen de Aarde met hun woestheid. Daartussendoor spelen de houtblaasinstrumenten de menselijkheid.
De symfonie heeft ondanks haar eendeligheid wel een min of meer klassieke opbouw van een symfonie; een snel deel, vervolgens een langzaam deel en een snel slotdeel. Het is een komen en gaan van maatsoorten: 6/4 tegenover 4/4 tegenover 5/4. De middelste sectie is daarbij voor het ongeoefend oor het beste te volgen met lange lijnen. Sectie 3 is erg onrustig met de uitbarstingen in het koper, maar uiteindelijk komt de symfonie in een soort coda tot rust.
De eerste uitvoering vond plaats in Berlijn op 26 september 1985 door het Rundfunk-Sinfonieorchester Saarbrücken onder leiding van Myung-Whun Chang.

### Orkestratie
- 2 dwarsfluiten waarvan 1 ook piccolo, 2 hobo’s, 2 klarinetten waarvan 1 ook basklarinet, 2 fagotten waarvan 1 ook contrafagot
- 4 hoorns, 3 trompetten, 2 trombones, 1 tuba
- pauken, 2 man/vrouw percussie, 1 harp
- violen, altviolen, celli, contrabassen

## Discografie
- Uitgave CPO Records Filharmonia Pomorska Bydgoszcz o.l.v. Takao Ukigaya ; opname januari 1991